# Chaetodipus spinatus
Espèce
Statut de conservation UICN

 LC  : Préoccupation mineure
Chaetodipus spinatus est une espèce qui fait partie des mammifères Rongeurs de la famille des Heteromyidae. Ce sont des souris à poches, c'est-à-dire à larges abajoues, et à poil dur. Cet animal vit au Mexique et aux États-Unis.
L'espèce a été décrite pour la première fois en 1889 par un zoologiste américain, Clinton Hart Merriam (1855-1942).

## Liste des sous-espèces
Selon Mammal Species of the World (version 3, 2005)  (26 nov. 2012) :
- sous-espèce Chaetodipus spinatus broccus
- sous-espèce Chaetodipus spinatus bryanti
- sous-espèce Chaetodipus spinatus evermanni
- sous-espèce Chaetodipus spinatus guardiae
- sous-espèce Chaetodipus spinatus lambi
- sous-espèce Chaetodipus spinatus latijugularis
- sous-espèce Chaetodipus spinatus lorenzi
- sous-espèce Chaetodipus spinatus macrosensis
- sous-espèce Chaetodipus spinatus magdalenae
- sous-espèce Chaetodipus spinatus margaritae
- sous-espèce Chaetodipus spinatus occultus
- sous-espèce Chaetodipus spinatus oribates
- sous-espèce Chaetodipus spinatus peninsulae
- sous-espèce Chaetodipus spinatus prietae
- sous-espèce Chaetodipus spinatus pullus
- sous-espèce Chaetodipus spinatus rufescens
- sous-espèce Chaetodipus spinatus seorsus
- sous-espèce Chaetodipus spinatus spinatus